# Діжон

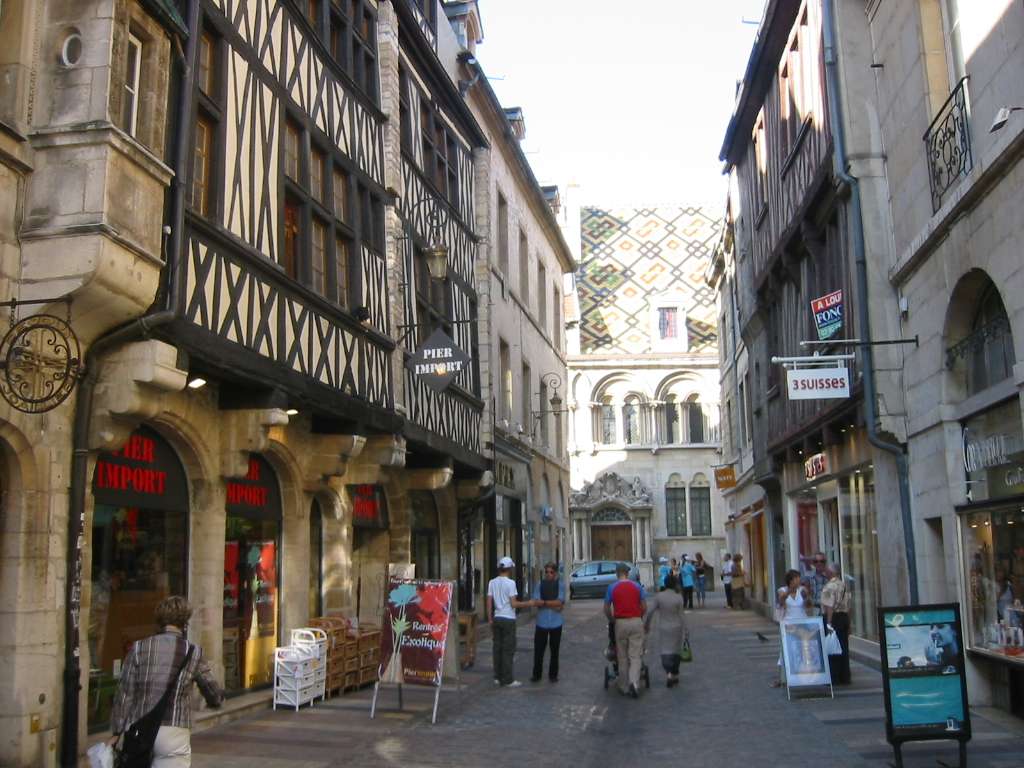
Одна з вуличок старого Діжону

Діжо́н (фр. Dijon) — місто та муніципалітет у Франції, адміністративний центр регіону Бургундія-Франш-Конте та департаменту Кот-д'Ор. Населення — 159 346 осіб (01.01.2021).
Муніципалітет розташований на відстані близько 270 км на південний схід від Парижа.

## Історія
Діжон був вже за часів римлян укріпленим місцем — Divio або Castrum Divionense; в 1183 році отримав міські права. Християнство в ці місця приніс мученик Бенігно Діжонський, який вважається небесним покровителем міста.
Своїм політичним значенням в Середньовіччя Діжон зобов'язаний рішенням герцога Роберта I перенести сюди столицю Бургундського герцогства. Тим не менше, справжній мистецький та економічний розквіт Діжона пов'язаний з правлінням бургундських герцогів династії Валуа в XV столітті. Саме тоді у місті працювали видатні майстри готики на чолі зі скульптором Клаусом Слютером.
Після приєднання до Франції в 1477 році Діжон залишався місцеперебуванням Бургундського парламенту. Коли Людовик XIV завоював Франш-Конте, Діжон з прикордонного містечка перетворився на великий економічний і адміністративний центр. У Діжоні народилися композитор Жан-Філіп Рамо та інженер Густав Ейфель. Реформа місцевого самоврядування часів Революції завдала удару по його адміністративним значенням.
Після того, як 1851 року в Діжон прийшла залізниця, почався процес індустріалізації, який супроводжувався швидким зростанням населення. У 1830-ті роки в Діжоні під керівництвом Анрі Дарсі створили першу в Європі система міських очисних споруд з різними фільтраційними засипками.

## Визначні пам'ятки
Діжон мало постраждав у війнах останніх двох століть. У центрі збереглися фахверкові будинки XII—XV століть і Палац герцогів Бургундських з вежею Філіпа Доброго, перебудованою XVII—XVIII століть. Нині палацові зали ділять ратуша і Музей образотворчих мистецтв з рідкісними колекціями старофранцузького і старонідерландського живопису.
З культових будівель найбільш примітні такі:
- Готичний собор святого Беніня, споруджений між 1280 і 1325 роками, освячений у 1393 році, у XVIII столітті став кафедральним.
- Готична церква Нотр-Дам (початок XIII століття) славиться своїм химерно-ажурним різьбленим фасадом і зразками середньовічного декоративно-вжиткового мистецтва.
- Невелика церква Сен-Філібер.
- Церква Сен-Мішель — яскравий приклад переходу від готики до ренесансу в першій третині XVI століття.
- Побудований у XIV—XV століттях під керівництвом Слютера картезіанський монастир Шанмоль. Монастир був частково знесений в роки Революції і переданий під психіатричну лікарню, однак навіть те, що від нього збереглося, становить винятковий художній інтерес. Пишні надгробки герцогів Філіпа Сміливого та Йоанна Безстрашного перенесені з монастиря в сторожову залу герцогського палацу.

У Діжоні розташований Ботанічний сад Аркебюз.

## Демографія
Динаміка населення (INSEE і Cassini):
Розподіл населення за віком та статтю (2006):
| Стать | Всього | До 15 років | 15-24  | 25-44  | 45-64  | 65-85  | Понад 85 |
| --- | ------ | ----------- | ------ | ------ | ------ | ------ | -------- |
| Чоловіки | 70 688 | 10 636      | 14 783 | 20 951 | 15 458 | 7718   | 1142     |
| Жінки | 80 824 | 9828        | 17 904 | 21 090 | 17 354 | 12 084 | 2564     |
| \| Статево-вікова піраміда \| Статево-вікова піраміда \| Статево-вікова піраміда \| \| ----------------------- \| ----------------------- \| ----------------------- \| \| Чоловіки \| Вік \| Жінки \| \| 1142 \| 85 + \| 2564 \| \| 1536 \| 80-84 \| 2955 \| \| 1874 \| 75-79 \| 3216 \| \| 2037 \| 70-74 \| 3095 \| \| 2271 \| 65-69 \| 2818 \| \| 2839 \| 60-64 \| 3235 \| \| 4022 \| 55-59 \| 4606 \| \| 4402 \| 50-54 \| 4801 \| \| 4195 \| 45-49 \| 4712 \| \| 4069 \| 40-44 \| 4643 \| \| 4514 \| 35-39 \| 4373 \| \| 5496 \| 30-34 \| 5350 \| \| 6872 \| 25-29 \| 6724 \| \| 8928 \| 20-24 \| 11 063 \| \| 5855 \| 15-20 \| 6841 \| \| 3214 \| 10-14 \| 3147 \| \| 3354 \| 5-9 \| 3095 \| \| 4068 \| 0-4 \| 3586 \| |        |             |        |        |        |        |          |
| Статево-вікова піраміда |        |             |        |        |        |        |          |
| Чоловіки | Вік    | Жінки       |        |        |        |        |          |
| 1142 | 85 +   | 2564        |        |        |        |        |          |
| 1536 | 80-84  | 2955        |        |        |        |        |          |
| 1874 | 75-79  | 3216        |        |        |        |        |          |
| 2037 | 70-74  | 3095        |        |        |        |        |          |
| 2271 | 65-69  | 2818        |        |        |        |        |          |
| 2839 | 60-64  | 3235        |        |        |        |        |          |
| 4022 | 55-59  | 4606        |        |        |        |        |          |
| 4402 | 50-54  | 4801        |        |        |        |        |          |
| 4195 | 45-49  | 4712        |        |        |        |        |          |
| 4069 | 40-44  | 4643        |        |        |        |        |          |
| 4514 | 35-39  | 4373        |        |        |        |        |          |
| 5496 | 30-34  | 5350        |        |        |        |        |          |
| 6872 | 25-29  | 6724        |        |        |        |        |          |
| 8928 | 20-24  | 11 063      |        |        |        |        |          |
| 5855 | 15-20  | 6841        |        |        |        |        |          |
| 3214 | 10-14  | 3147        |        |        |        |        |          |
| 3354 | 5-9    | 3095        |        |        |        |        |          |
| 4068 | 0-4    | 3586        |        |        |        |        |          |

## Економіка
2010 року серед 107 755 осіб працездатного віку (15—64 років) 74 902 були активними, 32 853 — неактивними (показник активності 69,5%, у 1999 році було 64,8%). З 74 902 активних мешканців працювали 66 352 особи (33 722 чоловіки та 32 630 жінок), безробітними було 8550 (4248 чоловіків та 4302 жінки). Серед 32 853 неактивних 20 023 особи були учнями чи студентами, 7040 — пенсіонерами, 5790 були неактивними з інших причин.

У 2010 році в муніципалітеті числилось 67721 оподатковане домогосподарство, у яких проживали 131147,0 особи, медіана доходів виносила 20 011 євро на одного особоспоживача

## Транспорт
У 2012 році в місті відкрилася сучасна трамвайна мережа, завдовжки приблизно 20 км.

## Уродженці
- Франсуа П'єр де Ла Варенн (1615—1678) — французький шеф-кухар і письменник
- Клодін Пікарде (1735—1820) — французька вчена, хімік, метеоролог і перекладачка наукової літератури
- Жан-П'єр Мар'єль (1932—2019) — французький актор
- Клод Жад (1948—2006) — французька актриса
- Мехді Мостефа (*1983) — відомий алжирський футболіст, півзахисник.
- Мехді Бурабія (*1991) — марокканський футболіст, півзахисник.

## Галерея зображень

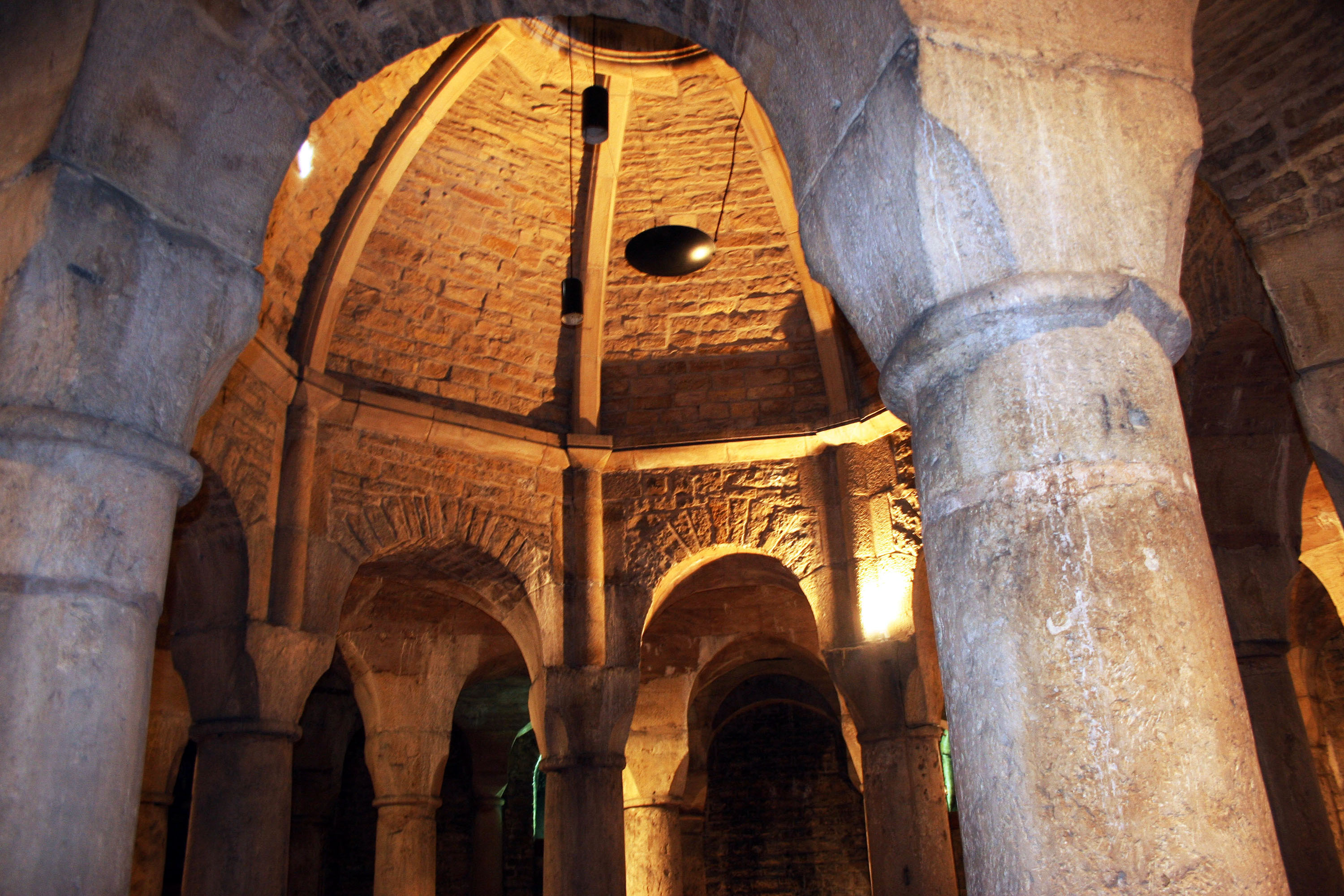
Крипта собору Сен-Бенінь
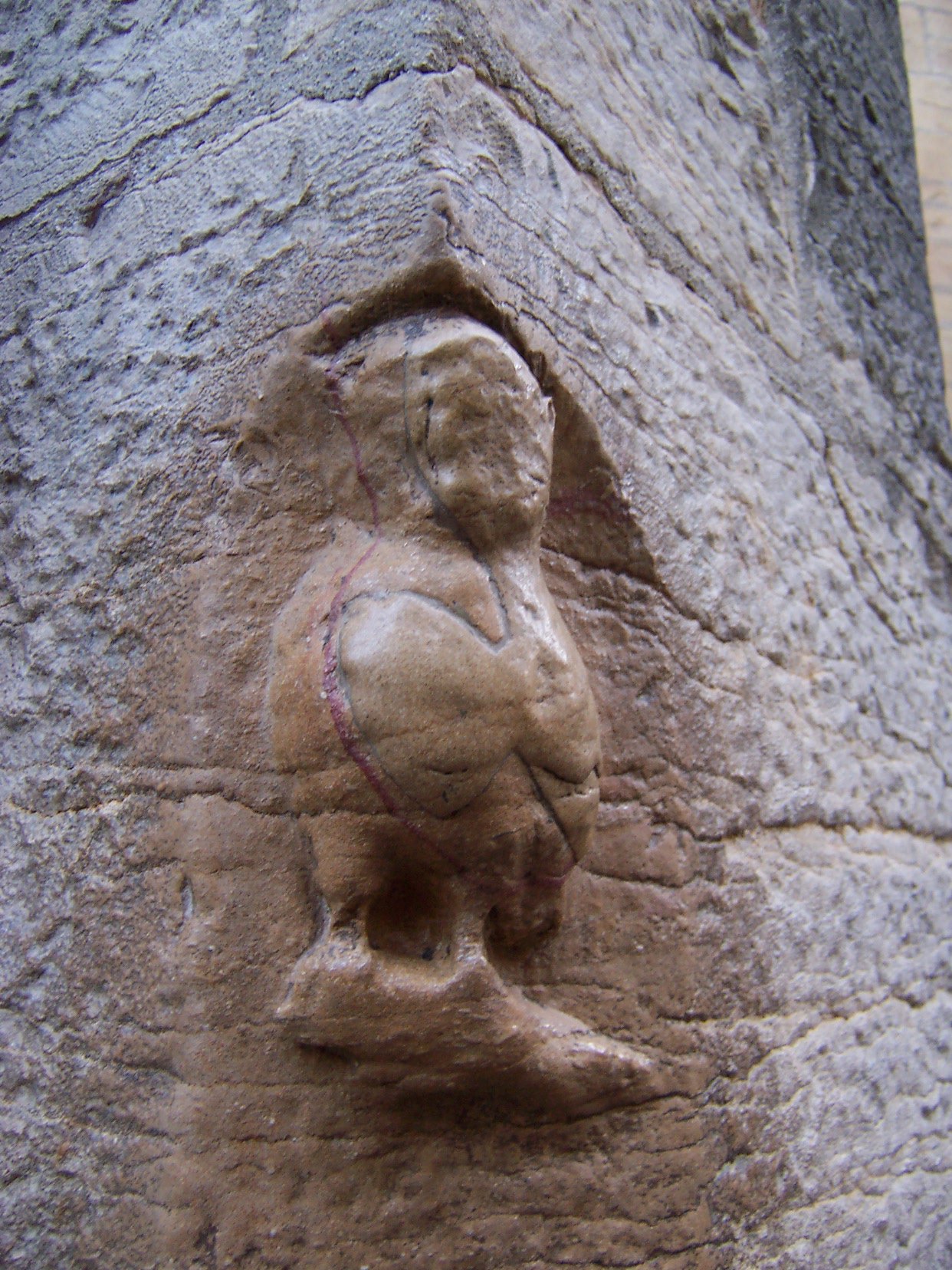
Сова на церкві Нотр-Дам
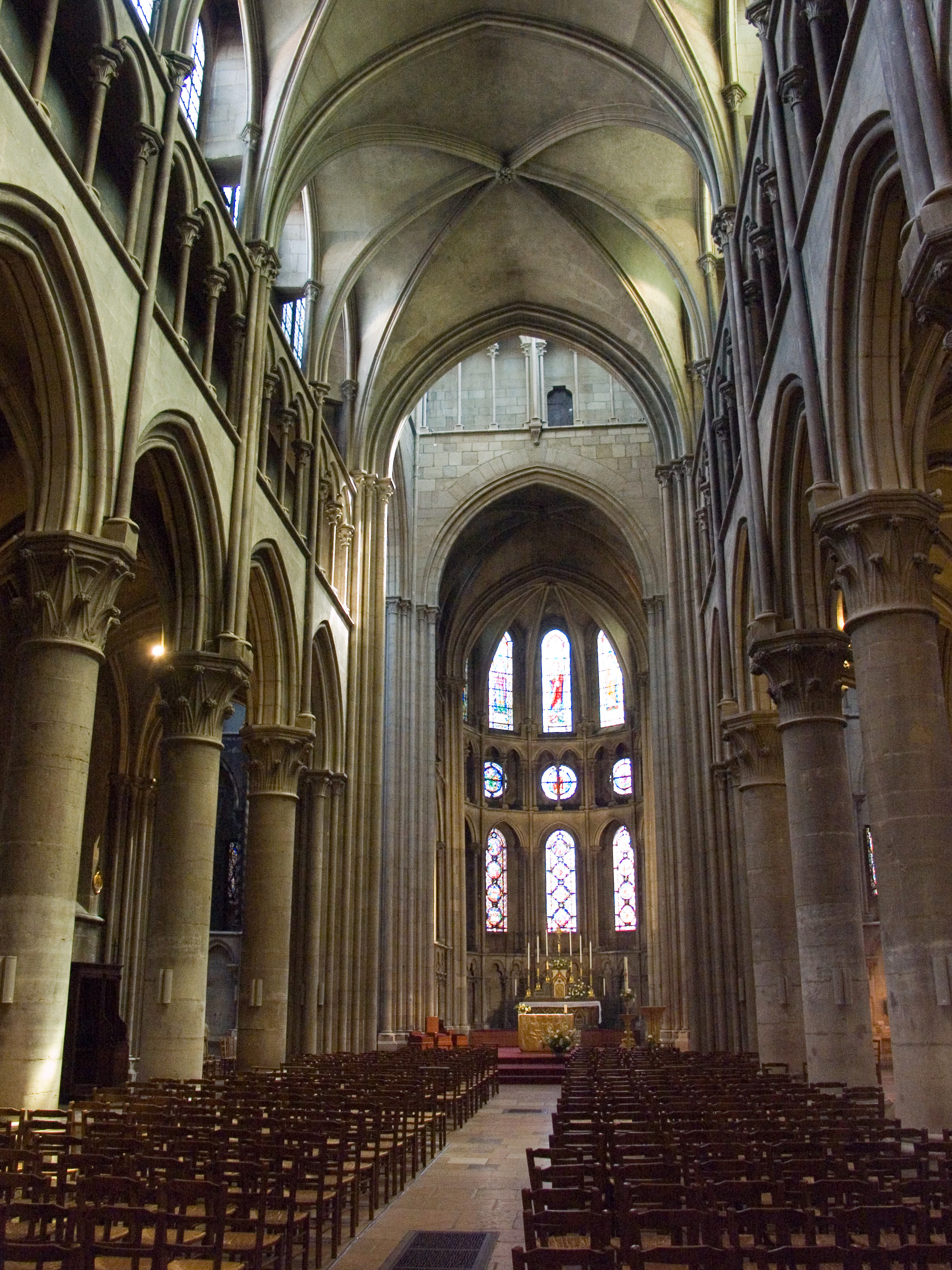
Церква Нотр-Дам (інтер'єр)
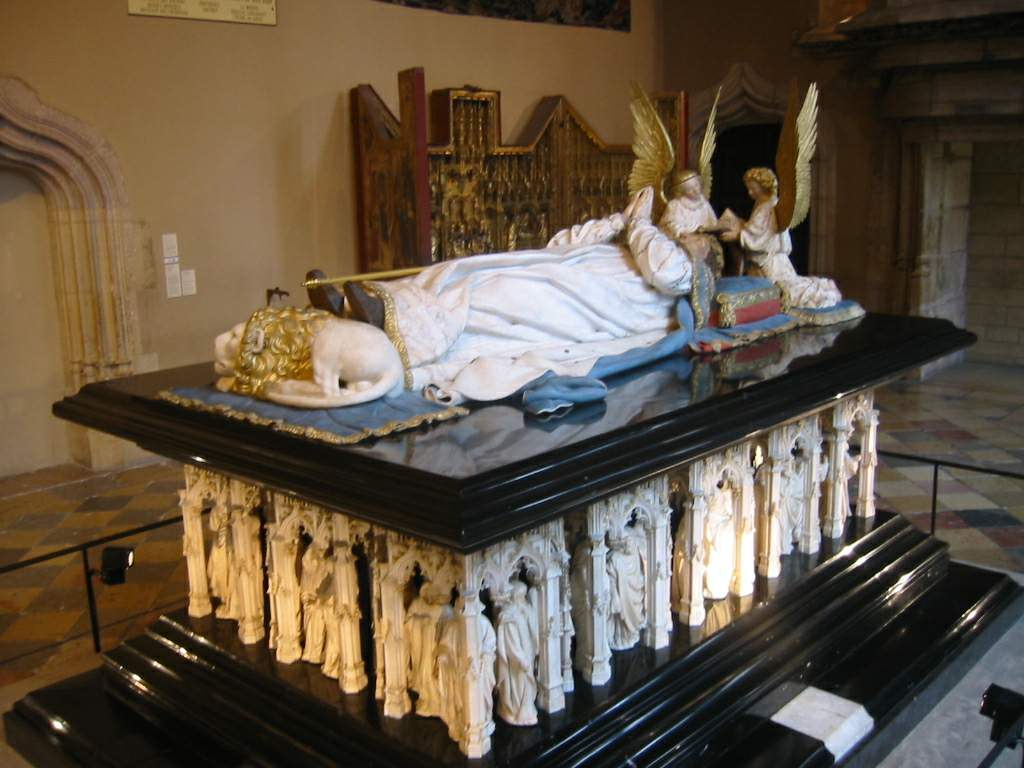
Філіпп II Сміливий (1342—1404) в палаці Бургундських герцогів.
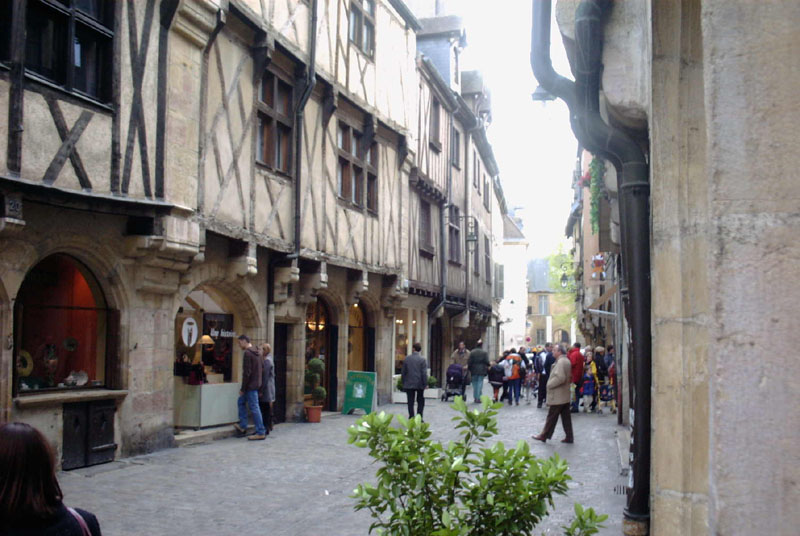
Вулиця рю Веррері, центр міста.
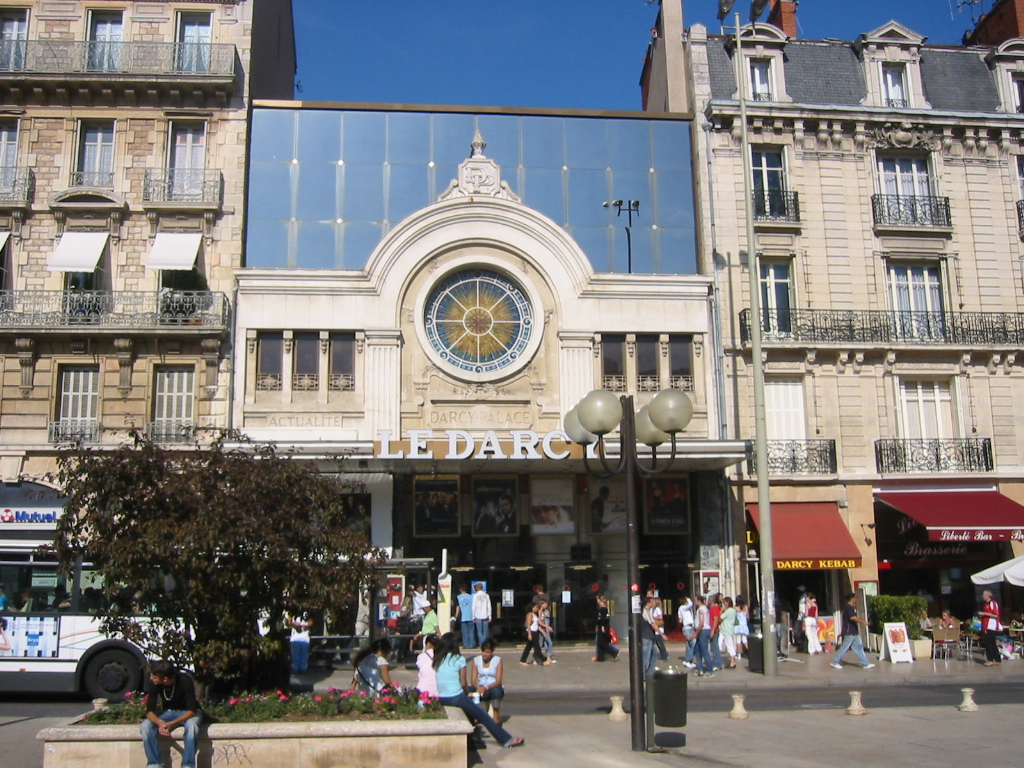
Кінотеатр на площі Дарсі
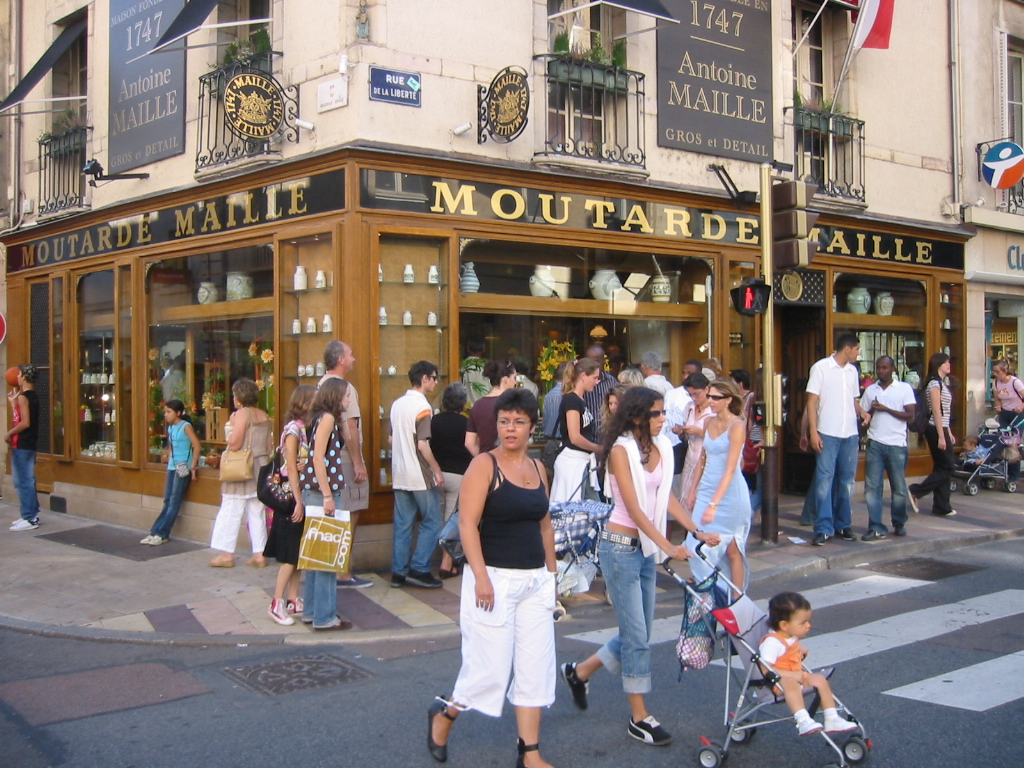
Крамниця зі знаменитою діжонською гірчицею, вулиця Свободи.
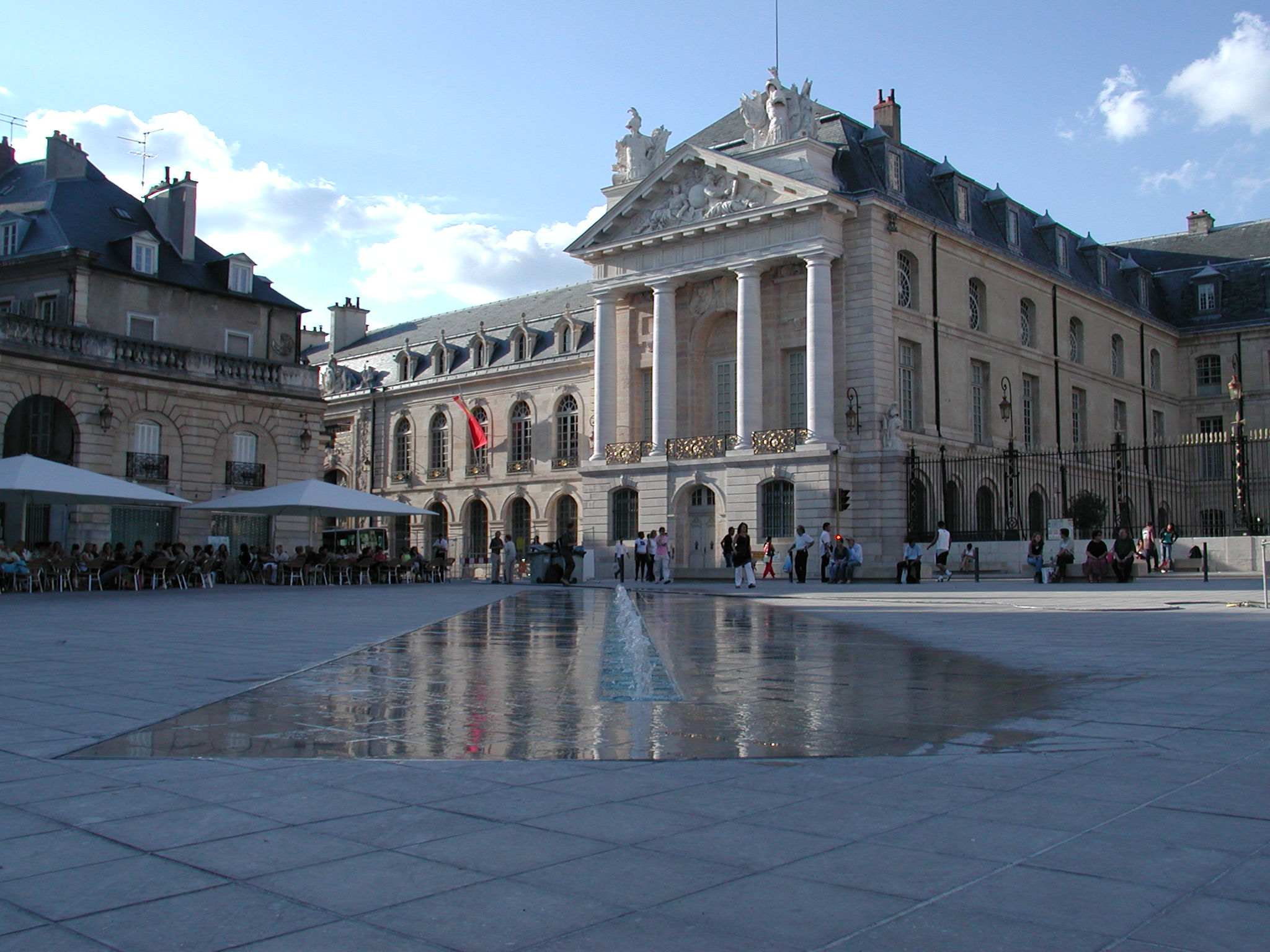
Площа Визволення, палац Бургундських герцогів та ратуша.

## Персоналії, пов'язані з містом
- Жан-Філіп Рамо (1683—1764), композитор
- Алоїзіус Бертран, французький поет, автор збірки "Нічний Ґаспар".
- Франсуа Рюд (1784—1855), скульптор
- Фелікс Трюта (1824—1848), художник-реаліст, трагічно загинув у 24 роки.
- Густав Ейфель (1832—1923), архитектор і інженер.
- Едмон Дебомарше (1906—1959), військовий діяч, герой Опору